# Olton Hall
Az Olton Hall egy 1937-ben épített brit gőzmozdony, amelyet a Harry Potter-sorozat tett híressé.

## Története
Az 5972-es pályaszámú Olton Hall egy 4-6-0 tengelyelrendezésű Hall-osztályú mozdony, amelyet 1937-ben építettek a nagy-britanniai Swindonban a Great Western Railway vasúttársaság számára. 1950-ig a dél-walesi Neath térségében, majd Carmarthennél tevékenykedett. Miután háromsoros túlhevítőt szereltek bele, Plymouth kikötővárosba, majd Cardiffba, Wales fővárosába vezényelték. 1963 decemberében vonták ki a forgalomból.

## Szerelvénye
A mozdony jelenlegi telephelye a shildoni vasúttörténeti múzeum. Gyakran vontat nosztalgiaszerelvényeket, köztük a Harry Potter-rajongók számára összeállított kocsisort. A vagonjait kétszer is megrongálták az elmúlt években: 2003 szeptemberében vandálok festékszóróval graffitit fújtak két kocsijára, 2007. március 11-én pedig 10 és 14 év közötti suhancok kitörték a szerelvény sok ablakát a West Coast Railway Company carnforthi telepén.

## Hírnév
Az Olton Hall a Harry Potter-filmeknek köszönheti népszerűségét, ugyanis ő viszi a varázslótanoncokat a londoni King’s Cross pályaudvarról iskolájukba, a Roxfortba. A filmen a Hogwarts Express (a magyar fordítás szerint: Roxfort Expressz) felirat látható a mozdonyon. A nosztalgiautakon a The Wizard Express (Varázsló Expressz) felirat is feltűnik a gépen.